# Słobódka (rejon lelczycki)
Słobódka (biał. Слабодка, Słabodka; ros. Слободка, Słobodka) – wieś na Białorusi, w obwodzie homelskim, w rejonie lelczyckim, w sielsowiecie Borowe, nad Uborcią.

## Historia
W XIX i w początkach XX w. położona była w Rosji, w guberni mińskiej, w powiecie mozyrskim, w gminie Tonież.
Po I wojnie światowej pod administracją polską, w Zarządzie Cywilnym Ziem Wschodnich, w okręgu brzeskim, w powiecie mozyrskim, w gminie Tonież.
W wyniku postanowień traktatu ryskiego znalazła się w granicach Związku Sowieckiego. Od 1991 w niepodległej Białorusi.